# Litsea chaffonjonii
Litsea chaffonjonii là loài thực vật có hoa trong họ Nguyệt quế. Loài này được H. Lév. miêu tả khoa học đầu tiên năm 1913.